# ماري جين كيربي
ماري جين كيربي هي لاعبة اتحاد الرغبي كندية، ولدت في 20 يوليو 1989.